# バリィさん
バリィさんは、愛媛県今治市をイメージしたPRマスコットキャラクターである。ゆるキャラグランプリ2012王者。

## プロフィール
- 性別 - 不明
- 年齢 - 不明
- 誕生日 - 8月3日
- 身長 - 150cm
- 体重 - 150kg
- 胴回 - 150cm
- 趣味 - 食べ歩き、ハラマキコレクション
- 特技 - 早起き、寝付きの良さ、毛繕い、バリィアタック
- 好きなもの - 焼き鳥、お酒、甘いもの、ハラマキ、貯金、犬
- 性格 - 優しいが今治弁を話すため、少しきついイメージがある。のんびりしており怒ったことは一度しかない。

## キャラクター誕生
当初バリィさんは、今治市の印刷会社「第一印刷」が、今治地方観光協会から「ホームページ用に何かキャラクターを」との発注を受けて制作したキャラクターであった。「バリィさん」の他に「ブリッジ3兄弟」、「タオルン」、「ヤキトリオ」、「イマジョウさん」、「セレブ男子バリオさん」といったキャラクターが観光協会に提案され、結果「バリィさん」が採用されることになったが社内では「ブリッジ3兄弟」が面白いと盛り上がったという。
名前は今治市の「バリ」をもじって命名された。頭の王冠は来島海峡大橋をイメージしたもの。腹巻は今治市名産のタオル地を使用し、日本一を誇る造船業をイメージする船の形をした財布を持っている。今治市は焼き鳥が有名ということから、バリィさん自身も焼き鳥好き。イヨノ助さんという友達がいる。犬を飼っており、名前はハル（昔の人はイマバリと言わずイマハルと言っていたところからつけている）。夢は「いろんな人に今治の良さを知ってもらうこと」で鋭意活動中。
イラストを手がけたのは第一印刷デザイン担当社員。今治城や今治タオル、来島海峡大橋などをモチーフとしてそれぞれの特徴を醸し出すように思案し、6番目に浮かんだのがバリィさんだった。鳥らしいキャラクターにしたのは、焼き鳥が今治名物の一つだったからとのこと。
なお、当初は協会のホームページに載るだけの役割だったため、第一印刷が商標を取って協会に貸し出すというスタイルとなっている。

## キャラクター展開
バリィさんのグッズやイベント等の管理などは、第一印刷のキャラクター事業部が行っている。
当初は観光協会のホームページ用のキャラクターだったが、スタッフの声もありアピールしていくことになった。知名度ゼロ、宣伝費ゼロからのスタートであり、ネットで「今治」を検索し、ブログで今治のことを書いている人がいたら「バリィさん」の名前でコメントして足跡を残したという。twitterやブログ等での発信、県内外各地のイベント等への参加で認知されて人気を集めていき、2011年の「ゆるキャラグランプリ2011」ではくまモンに次ぐ2位にランクインした。2010年には今治地方観光協会の初代観光大使、2012年には愛媛県の伊予観光大使に任命され、今治市や愛媛県のPRの役割も担っている。
2012年に出演した日本テレビのテレビ番組『ガチガセ』では、くまモンと相撲対決を行った際に巨体を活かして一気に押し出す必殺技「バリィアタック」でくまモンを一瞬のうちに倒し、話題を集めた。「ゆるキャラグランプリ2012」では県内各地や今治市の姉妹都市である尾道市などを訪問し、応援を呼びかけた。県庁を訪れた際には中村時広愛媛県知事やみきゃん、にゃんよから応援を約束され、愛媛県出身の声優・歌手の水樹奈々などがバリィさんへの投票を呼びかけた。投票では開始時から1位をキープしつつちょるるに僅差で迫られることもあったが、逃げ切ってグランプリを獲得した。
『ガチガセ』で披露した必殺技「バリィアタック」によって人気を集めたが、一般の参加者が参加するイベントではバリィアタックの披露は危険なこともあり、断っている。
今治市を本拠とするサッカークラブ・FC今治と関係が深く、同クラブのエンブレムには2014年までバリィさんが採用されていた。

## 歴史

### 2009年
- 5月 - 「第一印刷」が、今治地方観光協会より「今治のPR用に」という依頼を受けて制作。
- 10月15日 - ブログを開始する。
- 11月 - 今治市内のタクシー会社が車の外装にバリィさんを書きこむ。

### 2010年
- 3月 - 第一印刷がTwitterアカウントを取得。「焼き鳥、食べるでぇ」「もう寝よわい」とほんわかした今治弁のつぶやきが受けて閲覧者が急増。県外居住者が95％を占めている[9]。
- 8月 - 「半年間で3000個を完売する」を目標に販売された携帯ストラップが2週間で売り切れた[1]。
- 8月7日 - 今治市民のまつり「おんまく」でバリィさん踊り隊（第一印刷社員及び一般公募参加者で構成）が踊りコンテスト木山・今治お祭り音頭部門で最優秀賞を受賞[10]。
- 11月14日 - バリィさんが「第21回 宇和島産業まつり」のイベントに参加し、デビュー。
- 11月18日 - 今治地方観光協会の初代観光大使に任命される[11]。

### 2011年
- 1月18日 - 今治市のご当地ゆるキャラ「バリィさん」のオリジナルフレーム切手発売。発売開始前から予約で2000枚が完売。1月25日頃には、当初販売予定だった1千部の5倍を超える累計5700部の予約があった。
- 3月2日 - 愛媛県大阪事務所で行われた「第10回今治フェアふるさと市場」に登場し、県外へ初進出[12]。
- 7月26日 - 東日本大震災の義援金として第一印刷が「バリィさんチャリティ缶バッジ」の売上合計48万6,600円を日本赤十字社に寄付。
- 10月6日 - 株式会社サークルKサンクスとのコラボ商品を四国地区および広島県島嶼部、岡山県南部のサークルKとサンクス371店で販売。
- 11月15日 - 今治税務署の1日税務署長に任命され、「税を考える週間」のPRを行う[13]。
- 11月27日 - ゆるキャラグランプリ2011にて、24万5238票を獲得し二位にランクイン[14]。
- 12月21日 - facebookへの参加を開始。

### 2012年
- 2月6日 - 今治市がこれまで市のPRに貢献してきた活躍を認め、特別住民票が交付された[15]。
- 6月4日 - 今治市を全国にPRした功績などが認められ、今治地方観光協会から「観光事業功労者」の表彰を受ける[16]。
- 7月2日 - バリィさんの曲「しあわせのトリ バリィさん」のCD販売開始。
- 8月3日 - バリィさんのオリジナルフレーム切手が愛媛県内の郵便局などで販売開始[17]。
- 8月26日 - タオル美術館ICHIHIROの一日館長を務める。
- 11月8日 - 香川・愛媛せとうち旬彩館の入居する新橋マリンビルの屋上にバリィさんと今治造船の「いまぞう君」の特大看板が設置される[18]。
- 11月25日 - ゆるキャラグランプリ2012にて、54万7284票を獲得してグランプリとなった[19]。
- 12月2日 - 今治商店街で日本一を記念してお祝いパレードを実施し、1万人の観衆が集まる[20]。パレードで菅良二今治市長から「今治市特別功労賞」の表彰を受け、また中村時広愛媛県知事から伊予観光大使の委嘱状が授与され「伊予観光大使」に任命される[21]。
- 12月11日 - バリィさんの曲「しあわせのトリ バリィさん」が全国のLIVEDAM・PremierDAMにてカラオケ配信開始[22]。
- 12月25日 - 愛媛銀行が愛媛県内の店舗で「バリィさんおめでとう定期預金」（募集金額は50億円）の取り扱いを開始[23]。

### 2013年
- 1月10日 - 今治警察署の1日警察署長に任命され、110番の使い方などのPRを行う[24]。
- 2月5日 - 全国のご当地キャラと共に出演したアサヒ飲料の十六茶のテレビCMが放送開始、全国区でCMデビューを果たす[25]。
- 2月8日 - バリィさんとしまなみ海道などの観光名所がコラボした絵入り葉書（発行枚数:10万枚）が四国内の郵便局などで販売開始[26]。
- 2月17日 - にしこくんとのコラボレーション限定グッズを今治ABC祭りで販売開始、後にネットでの販売での販売を開始[27]。
- 3月1日 - いよてつ高島屋にバリィさん関連グッズの専用売り場「バリィさんランド」（2015年6月30日に営業終了）がオープン[28]。
- 3月8日 - 初の写真集「いまバリィさんぽ」が刊行[29]。
- 3月15日 - 東京中央郵便局の1日郵便局長に任命され、「ゆるキャラ切手セット」のPRなどを行う[30]。
- 4月4日 - JR今治駅・松山駅にバリィさん像が設置され、今治駅でバリィさん出席のもと除幕式が行われる[31]。
- 4月26日 - いよてつ高島屋にある大観覧車「くるりん」にバリィさんが描かれたゴンドラが2基登場する[32]。
- 5月22日 - バリィさんのLINEスタンプの提供が開始される[33]。
- 6月 - 第21回日本乳癌学会学術総会において検診の早期受診などを呼び掛けるご当地ピンクリボンバッジの人気投票「P―1グランプリ」が行われ、松山赤十字病院が製作したバリィさんのバッジが1位を獲得[34][35]。
- 7月 - 同じくゆるキャラであるカピバラさんとのコラボレーション企画にてグッズの発売[36]。
- 8月3日 - エイ・ネットの人気ブランド「mercibeaucoup,」とコラボした限定商品を販売開始、バリィさんとアパレルブランドのコラボは初[37]。
- 8月8日 - 第一印刷がバリィさんをあしらったレンタサイクル「バリィさん号」15台を今治市に贈呈し、サンライズ糸山で貸し出し開始[38]。
- 8月11日 - 日本橋髙島屋の1日店長を務める。
- 8月30日 - ゆるキャラグランプリ2013について「知名度が高まり、地域を活性化させる目標は達成された」と不出馬を表明[39]。
- 10月10日 - 松山赤十字病院が「バリィさんピンクリボンバッジ」の収益の一部100万円を県内のを乳がん患者支援団体「ピンクリボンえひめ」に寄贈[40]。 3月に発売されたバリィさんピンクリボンバッジは、松山赤十字病院売店の限定販売にもかかわらず、9月末までに1万1,400個以上を売り上げた[41]。
- 11月1日 - 2014年のお年玉年賀はがきに「バリィさん」と来島海峡大橋が書かれた年賀はがき（愛媛県限定版）が新たに登場し、販売開始[42]。今治郵便局で1日郵便局長を務める。
- 12月13日 - 愛媛県のご当地アイドルグループ・ひめキュンフルーツ缶が主演を務めるドラマ「あすなろ参上！」が12月13日･15日にNOTTVで放送される。バリィさんも出演し、初のドラマ出演を果たす[43]。
- 12月22日 - 日本経済新聞が発表した「お土産にいかが ゆるキャラスイーツ･ベスト10」で愛媛県産の裸麦を使った焼きドーナツ「バリィさんとむぎどちゃん」（ヴェルデュールカフェ製造）が1位に選ばれる[44]。

### 2014年
- 2月10日 - 第一印刷がバリィさんが自身の特徴と結び付けて市内の名所や特産品を紹介するパンフレットを制作し、1万部を市に寄贈[45]。
- 2月12日 - 初の絵本「バリィさんとイヨノすけさん」が刊行[46]。
- 3月 - 今治市立南中学校が生徒会の募金活動で集めたお金を活用して、バリィさんのイラストとメッセージが書かれたクリアファイルを作製し東日本大震災の被災地の2中学校に対して寄贈[47]。
- 3月19日 - 松山赤十字病院が「バリィさんピンクリボンバッジ」の売り上げの一部200万円を乳がん患者団体などに贈呈。「バリィさんピンクリボンバッジ」は2013年3月の発売以降、そのかわいさが評判を呼び、18日までに1万3340個を売り上げた[48]。
- 5月30日 - 香港の一田百貨店の2店舗に期間限定でバリィさん公式ショップがお目見え[49]。バリィさんの海外ショップ展開は初めて。
- 7月15日 - 第一印刷がバリィさんのラッピングを施した子ども用マウンテンバイク「バリィさん号」20台を市に寄贈[50]。
- 11月24日 - 愛媛県のローカルアイドル「ひめキュンフルーツ缶」がバリィさんとコラボし、2組による新ユニット「バリキュン!!」を結成[51]。

### 2015年
- 2月11日 - 「バリキュン!!」がデビューシングル『恋のBRKN!!』をリリース[52]。
- 2月12日 - 絵本第2弾となる「バリィさんとハルさん」が刊行。「バリキュン!!」が東京のマルイシティ渋谷プラザ1F特設ステージにてイベントを実施、バリキュン!!としてのパフォーマンスを初披露[53]。
- 2月23日 - 三井住友カードが第一印刷と提携し、「バリィさん」をデザインしたカード「バリィさんVISAカード」の会員募集を開始[54]。
- 3月29日 - FC今治のスペシャルサポーターに就任[55]
- 7月7日 - テレビアニメ『バリィさんのいまばり弁講座』が東京MXテレビほかで放送開始[56]。

### 2016年
- 7月 - 今治警察署が特殊詐欺被害防止に向け、バリィさんのバックプリントTシャツを作成[57]。Tシャツにはバリィさんが「だまされとんじゃないんで」などと声かけするイラストが描かれ、署員がトレーニングやイベントなどで着用し被害撲滅をPRする[57]。
- 11月5日・6日 - 「ゆるキャラグランプリ2016 in 愛顔のえひめ」 が愛媛県松山市で開催され、みきゃんと共にホスト役を務める[58]。

### 2017年
- 9月 - 今治市玉川町のふれ愛茶屋を運営する女性たちが愛媛国体ボート競技で玉川ダムを訪れる選手団をもてなそうと必勝・安全木札を制作[59]。木札にはバリィさんとみきゃんがダムでボートをこぐイラストが描かれる[59]。

### 2018年
- 1月 - 愛媛県内でもロケが行われた「嘘を愛する女」の全国公開に合わせて、みきゃんとバリィさんなどとのタイアップポスターが作成され県内の映画館や道の駅など120カ所に掲示される[60]。
- 5月 - スポーツ庁の「FUN＋WALK PROJECT」の一環で、ウォーキングを促進スマホアプリ「FUN＋WALK」が配信開始[61]。歩数に応じて、バリィさんなどご当地キャラが変身するなどウォーキングを促すコンテンツが盛り込まれている[61]。
- 9月 - 海外向け公式ショップを「ZENMARKETPLACE」に開設[62]。
- 10月9日 - バリィさんなどが出演した平成30年7月豪雨（西日本豪雨）の復興応援動画「カモンベイビーエヒメ！！」がユーチューブで公開される[63]。
- 10月14日 - 今治青年会議所が初挑戦した「バリィさん」の田んぼアートが完成し、収穫が行われる[64]。

### 2020年
- 5月20日 - 今治ブランド戦略会議が「i.i.imabari!（アイアイ今治）キャンペーン」の一環でバリィさんも出演する今治タオル体操の動画などを公開[65]。

### 2021年
- 4月26日 - 第一印刷が「シトラスリボン運動」を知ってもらおうと、市立富田小学校の児童にリボンの入ったメモ帳やバリィさんとシトラスリボンをデザインしたカレンダーなどを贈呈[66]。
- 5月 - 日本花き振興協議会のキャンペーン「ご当地キャラクター×Okulete gommen×母の月」で、「母の日」当日に贈りそびれた人に向けて、バリィさんなど全国52のご当地キャラクターがメッセージをSNSを投稿[67]。
- 12月23日 - バリィさんがネット上の仮想空間マーケット内で今治市の特産品や観光サービスなどの情報発信を行う「アイアイ今治スマイルマーケット」のPR大使に就任[68]。

### 2022年
- 3月13日 - 日本郵便が今治市との包括連携協定締結1周年を記念し、特別ラッピング郵便車を制作し披露[69]。特別ラッピング郵便車にはFC今治のマークやバリィさんなどが描かれる。

### 2024年
- 1月28日 - 2025年1月に今治市が合併20周年を迎えるに当たって、今治市合併20周年記念大使にバリィさんが任命される[70]。
- 12月18日 - バリィさんと知的障がいのある今治市の男性が描いた絵を組み合わせた一筆箋とメッセージカードのセットの販売開始[71]。障がい者アートとのコラボ商品は初[71]。

## 著作権・グッズ

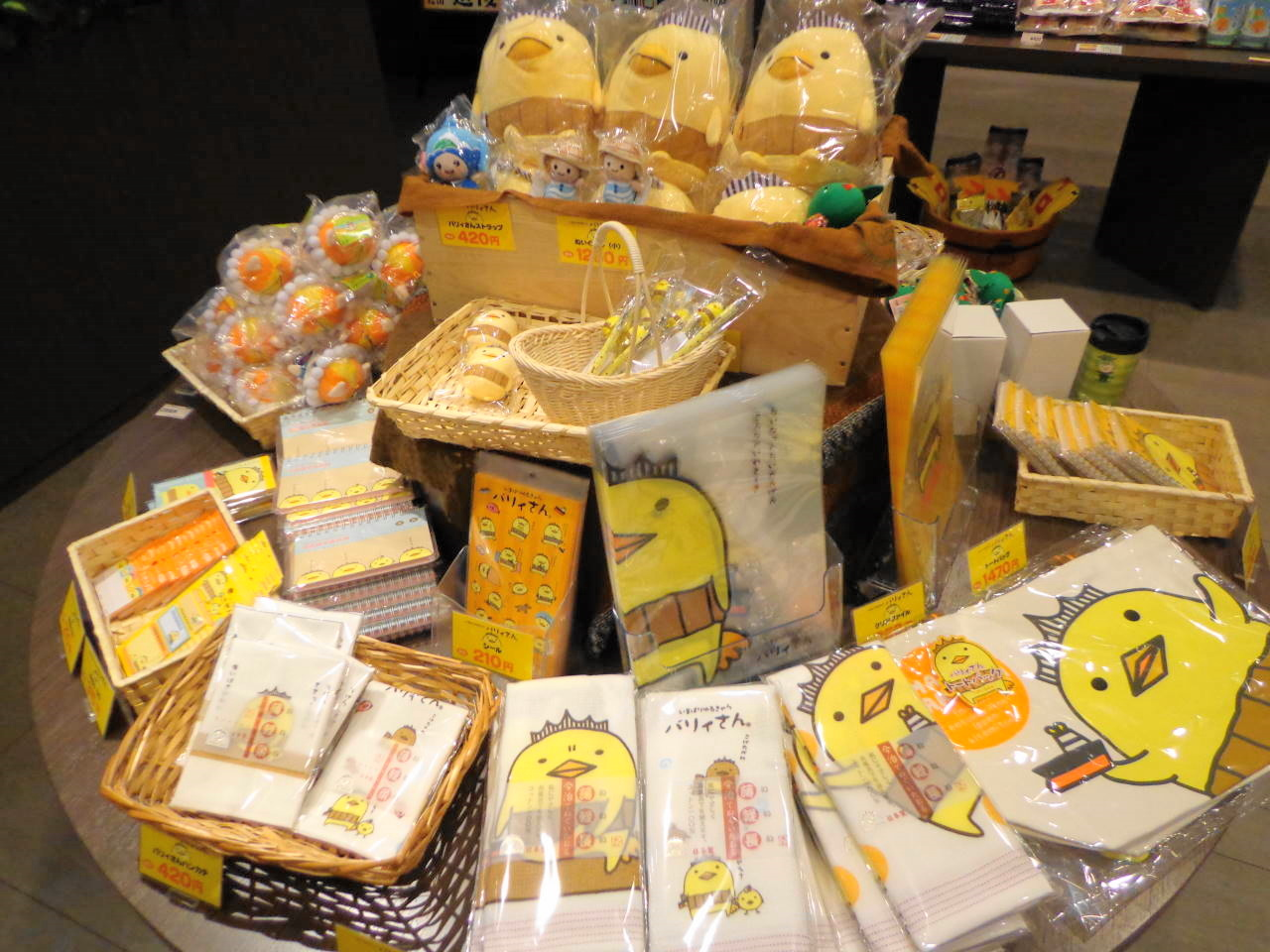
バリィさんグッズの一部

商標は第一印刷によって取得されており（第5305691号、第5435183号）、著作権も第一印刷に帰属している。そのため、商用グッズなどに使用する場合は基本的にキャラクター使用料が発生する（有料）。ただし、公益目的の場合は第一印刷の監修下で無償利用できる。
タオルや文房具、ぬいぐるみ、菓子など様々な商品が販売されており、2012年7月の報道ではイラストなどを使用した関連グッズは70点に上っている。関連商品は優勝した2012年11月には約100点。その後も企業からの問い合わせが殺到し、2013年4月末時点で契約段階も含めて250点余りに急増している。レターセットや弁当袋など今治限定の商品も作っており、今治市へ来てもらうようにしている。

### コラボ商品
- サークルKサンクス - 2011年10月6日より四国地方･広島県島嶼部で期間限定販売。「たまごパン」「オムすび」「焼鳥丼」が販売された[74]。
- JR東日本リテールネット Panestシリーズ - 2012年11月13日より期間限定販売。地元食材を使用した「塩キャラメルクレープ蒸しケーキ」が販売された[75]。
- 王子ネピア nepia鼻セレブ - 2012年12月上旬より数量限定で全国販売。3個パック中、1個がバリィさんのパッケージとなっている[76]。
- バリィさんのコーヒー豆 - 進和珈琲とのコラボ商品。
- 山丹正宗バリィさんの寝ざけ - 地元の酒蔵メーカー八木酒造部とのコラボ商品。本醸造酒。
- にしこくん - 「バリィさん」と「にしこくん」のコラボタオルやクリアファイルなどが製作され、WEB等で販売されている。
- キティちゃん - ご当地キティ15周年を記念しキティちゃんと全国のゆるキャラとのコラボネクタイが全国のイオンで期間限定で販売された[77]。
- 山崎製パン ランチパック - 2013年6月1日より伊予柑などを使った「伊予柑＆ホイップ」が全国で期間限定販売された[78]。
- チロルチョコ - 2013年7月1日より伊予柑クッキーと伊予柑マシュマロの2つの味が入った「チロルのいよかん」が全国で期間限定販売された[79]
- 伯方塩業 伯方の塩 - 2013年7月1日よりバリィさんのイラストが描かれた「バリィさんの焼塩」が伯方塩業大三島工場の売店で限定販売された[80]。
- カルビー ポテトチップス - 2013年7月22日よりコラボ商品「ポテトチップス　鉄板やきとり味」を期間限定販売された[81]。
- mercibeaucoup, - 2013年8月3日よりTシャツなどのアパレル商品が限定商品として限定販売された。
- 大王製紙 ミチガエル - 2013年11月1日より「ミチガエル」とのコラボデザインのトイレクリーナーが期間限定販売された[82]。
- 森永製菓 ハイチュウ - 2013年11月12日よりコラボ商品「ハイチュウ＜愛媛みかん＞」（デザインはバリィさんのイラスト違いで全5種類）が期間限定販売された[83]。
- むぎどちゃん - 今治市内の「ヴェルデュールカフェ」のキャラクター「むぎどちゃん」とコラボしたストラップやドーナツが販売された。愛媛県産の裸麦を使った焼ドーナツ「バリィさんとむぎどちゃん」は日本経済新聞が2013年12月22日に発表した「お土産にいかが　ゆるキャラスイーツ・ベスト10」で1位に選ばれた[44]。
- くまモン - 今治市の貸衣装業「ブライダルことぶきや」によってバリィさんと熊本県のくまモンがコラボしたピンバッジが販売された[84]。
- エースコック - 2014年4月より「バリィさんの今治ラーメンやけん」・「スープはるさめ　バリィさんの鶏たま柚子塩」が期間限定販売された[85]。
- プリッツ - 2014年7月29日より期間限定販売[86]。
- 三井住友カード - 2015年2月23日よりバリィさんをデザインした「バリィさんVISAカード」の発行を開始。

### コラボ企画
- アメイジング・スパイダーマン (映画) - Blu-ray Disc･DVDの販売を記念して「ご当地キャラ大変身キャンペーン」が行われ、バリィさんなど53のご当地キャラがスパイダーマンに変身した姿を映画の特設サイトなどで披露している[87]。

### 出版物
- 「いまバリィさんぽ」 - ザメディアジョン 2013年3月8日刊行 ISBN 978-4862502476
- 「バリィさんとイヨノすけさん」 - 幻冬舎 2014年2月12日刊行 ISBN 978-4-344-02528-8
- 「バリィさんとハルさん」 - 幻冬舎 2015年2月12日刊行 ISBN 9784344027213

## メディア出演

### テレビ出演
- スッキリ!!（日本テレビ）
  - 2011年11月28日放送。くまモン・にしこくんと共にスタジオに生出演した。
- 笑っていいとも!（フジテレビ）
  - 2012年6月20日放送。「ゆるキャラJAPAN」のコーナーで出演。
- ガチガセ（日本テレビ）
  - 2012年8月10日放送分でくまモンと相撲で対決する企画で強烈なバリィアタックで勝利。その後はバリィさんと相撲で対決するゆるキャラが募集されている。同年9月7日放送分ではにしこくん、10月26日の放送分ではふっかちゃん、11月9日の放送分ではハンバーグマのグーグー、11月30日の放送分ではわたる、12月7日の放送分ではころとんと対決し、いずれも勝利した。
- おはスタ（テレビ東京）
  - 2012年12月19日放送。
- シューイチ（日本テレビ）
  - 2013年1月13日放送。「トレナビ」のコーナーで出演。2013年トレンド予測で3位にランクイン。
- シルシルミシルさんデー（テレビ朝日）
  - 2013年2月3日放送。「全国ニッポン1視察」（愛媛県編）のコーナーで出演。
- おはよう日本（NHK総合）
  - 2013年3月26日放送分で生出演した。
- 大！天才てれびくん（NHK教育）
  - 2013年4月11日放送。
- タモリ倶楽部（テレビ朝日）
  - 2013年4月26日放送。
- MUSIC JAPAN（NHK総合）
  - 2013年5月16日放送。
- くりぃむクイズ ミラクル9（テレビ朝日）
  - 2013年5月29日放送。
- FNNスーパーニュース（フジテレビ）
  - 2013年6月3日〜6月7日の放送でお天気コーナーに出演。
- オールスター感謝祭（TBS）
  - 2013年9月28日放送。

### CM
- モンスターハンター3G（カプコン）
  - 愛媛県編のCMで愛媛県内で放送された。愛媛県のご当地アイドルグループひめキュンフルーツ缶と共に出演。
- 十六茶（アサヒ飲料）
  - 2013年2月5日より全国放送開始。全国のゆるキャラと新垣結衣が登場したCM。全国編と各地方のバージョンがあるがバリィさんは全てのバージョンに出演している。
- ウィルコム「ゆるキャラ」篇
  - 2013年3月2日より全国放送開始。全国のゆるキャラと佐々木希・高田純次・バナナマンが登場したCM[88]。

### 映画
- 劇場版 ATARU THE FIRST LOVE & THE LAST KILL
  - ホヤぼーや･あゆコロちゃん･むすび丸･キビタンと共に出演[89]。

### テレビアニメ
- バリィさんのいまばり弁講座（2015年7月 - 、東京MXテレビ ほか）[56]

## 歌
- 「しあわせのトリ バリィさん」（作詞・作曲：高橋洋樹、歌：さとうゆうな）
  - 「子供からお年寄りまで元気がワクワク湧く」がキャッチフレーズ。2012年7月2日よりCDが販売されている。また同年12月11日より全国のLIVEDAM・PremierDAMにてカラオケ配信が開始された[22]。